# 아젬 궁전

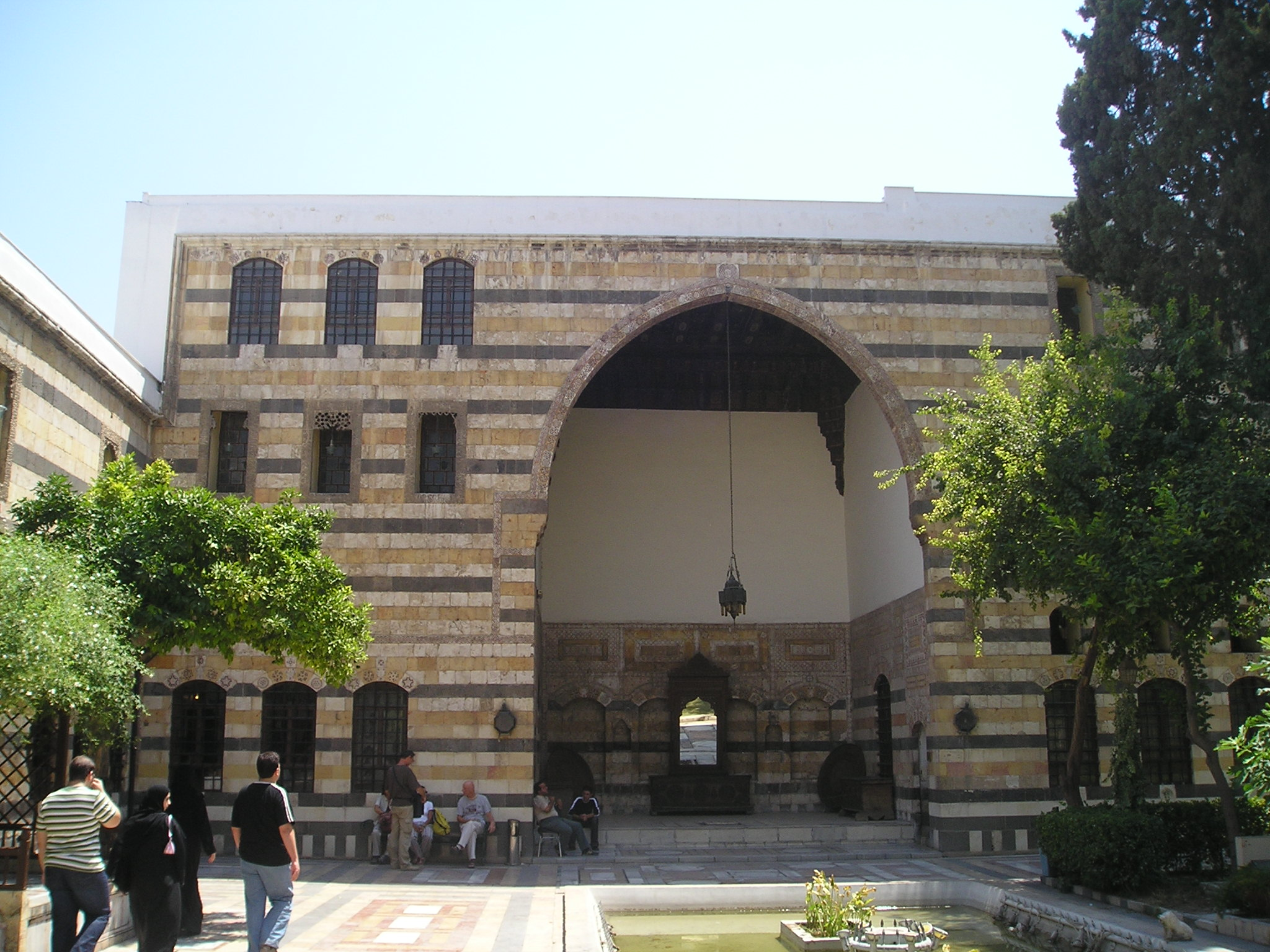
아젬 궁전

아젬 궁전(아랍어: قصر العظم)은 시리아의 다마스쿠스에 있는 궁전으로 1750년에 우마이야 모스크 남쪽에 세워졌다. 여러 가지 색상의 돌로 만들어졌고 깔끔함 대리석의 샘과 아름답게 조성된 정원이 매우 인상적인 곳이다. 1954년 박물관 '시리아의 예술과 전통 박물관(The Museum of the Art and Popular Traditions of Syria)'으로 용도가 변경되어 많은 작품이 전시되고 있는데 의상 디자이너가 만든 호화로운 의상 전시 코너 외에도 가구, 식기 등 일반적으로 시리아에서 사용하는 민속품을 전시하고 있다.